# إيرين مان
إيرين مان (بالألمانية: Irene Mann)‏ هي مصممة رقص وممثلة ألمانية، ولدت في 12 أبريل 1929 في كونيغسبرغ في الإمبراطورية الروسية، وتوفيت في 19 سبتمبر 1996 في بفافنهوفن أن در إلم في ألمانيا. من الجوائز التي نالتها نيشان الاستحقاق لبرلين.

## جوائز
- نيشان الاستحقاق لبرلين

## وصلات خارجية
- إيرين مان على موقع IMDb (الإنجليزية)
- إيرين مان على موقع قاعدة بيانات الفيلم (الإنجليزية)
- إيرين مان على موقع كينوبويسك (الروسية)